# تأخر البلوغ
تأخر البلوغ ويوصف بأنه تأخر في شخص اجتاز السن المعتاد لبداية البلوغ مع عدم وجود تغيرات جسدية أو هرمونية. قد يتأخر البلوغ لعدة سنوات ولكنها قد تعتبر حالة طبيعية وتسمى هذه الحالة تأخر النمو البنيوي. من أسباب تأخر البلوغ، سوء التغذية، والعديد من أشكال أمراض جهازية، والعيوب في الجهاز التناسلي (قصور الغدد التناسلية)، واستجابة الجسم للهرمونات الجنسية.

## وقت البلوغ الطبيعي
هناك اختلافات طبيعية في وقت البلوغ في المراهقين. فالاختلافات واسعة وعريضة بين المراهقين حيث لا يعتبر أن هناك تأخر في البلوغ الا إذا لم يكن هناك نمو في الخصيتين قبل عمر الـ 20 بالنسبة للذكور، أو لم يحدث الحيض قبل سن الـ 18. يعتبر أن هنالك اختلافات طبيعية ايضاً بين المناطق والأعراق، فبعض الآعراق يبدأون البلوغ مبكراً بينما الأخر يبدأون بشكل متأخر.
النطاق الأعلى والأقل في الجدول يساوي المئين 97٪ أو 3٪ (أي ان في نمو في نمو الثدي مثلاً أقل من 3٪ ينمو لهم الثدي بسن الـ 8 سنوات، وكذلك أكثر من 97٪ قد نمى لهم الثدي بسن 13 سنة)
التغيرات في النمو والبلوغ في الإناث تحدث حول 3-5 سنوات، وغالباً ما تكون بين 10-15 سنة؛ هذه تشمل التغيرات الجنسية الثانوية اثناء البلوغ كـنمو الثدي، وطفرة النمو، وبدء الإحاضة (لا يتوافق مع نهاية البلوغ)، والخصوبة، وكذلك تغيرات نفسية عميقة.

## الفحص
هناك حالات يكون فيها تأخر البلوغ ناجم عن حالة مرضية، منها:
- 'التأخر:' على الرغم من أنه لا يوجد عمر معين متفق عليه للتفريق بين التأخر الطبيعي أو المرضي، ولكن أي تاخر أكثر من 2-3 سنوات قد يحتاج إلى الفحص الطبي من قبل الطبيب.
  - في الإناث، إذا لم ينمو الثدي بحول سن 13 عاماً أو لم تبدأ الإحاضة بعد 3 سنوات من نمو الثدي (أي 16 سنة تقريباً)
  - في الذكور، إذا لم تنمو الخصية بحول سن 14، أو لوحظ تأخر في النمو بعد 5 سنوات من نمو الأعضاء التناسلية أي تأخر يؤدي إلى أكثر من 2 انحراف معياري يعتبر معيار للفحص ومراجعة الطبيب.
- عدم التزامن:
  - في أغلب الأطفال، البلوغ يسبقه أحدات وتغيرات معلومة ومرتبة ومتزامنة، وكذلك مع الأطفال الذي يعانون من تأخر النمو البنيوي لكنها تكون متأخره أكثر من المتوسط. إذا كان بعض علامات النمو والبلوغ تمت بينما أنواع أخرى متأخرة فهذا قد يدل على وجود حالة مرضية ويحتاج مراجعة مع الطبيب.
    - على سبيل المثال، في الإناث، نمو الثدي يسبق نمو شعر العانة؛ فإذا طفلة عمرها 12 سنة في مرحلة تانر 3 لشعر العانة لسنة أو أكثر بدون نمو الثدي، قد يعتبر هذا غير اعتيادي ويؤشر على وجود مشكلة فيالمبيض.
    - وكذلك أيضاً للذكور، إذا طفل عمره 13 سنة وبمرحلة تانر 3-4 لشعر العانة وحجم الخصية لا يزال كحجمها قبل البلوغ، قد يؤشر هذا إلى وجود مشكلة في الخصيتين.
- مؤشرات لأمراض معينة:
  - غالباً ما تكون هذه المؤشرات ناجمة عن مشاكل في الأجهزة التناسلية كـ:
  - سوء التغذية أو فقدان الشهية العصابي إذا حاداً قد يسبب تأخر البلوغ وعلامات أخرى
  - سوء وضعف النمو قد يؤشر لأمراض كـمرض السيلياك، وقصور النخامية، ومتلازمة تيرنر
  - قصور حاسة الشم، أو انعدامها قد يشير إلى متلازمة كالمان

## الأسباب المحتملة
- اختلافات طبيعية كـتأخر النمو البنيوي
- في الإناث، قد يكون هذا ناتج عن الجهد الرياضي كـالاعبات الرياضيات
- الأمراض الجهازية مثل المرض الداء البطني (أو ما يعرف بمرض السيلياك والذي قد يحدث بدون اعراض في الجهاز الهضمي)، وداء الأمعاء الالتهابي وبالأخص مرض كرون، ومرض الكلى المزمن
- سوء التغذية كـفقدان الشهية العصابي، ونقص الزنك
- عيوب أو امراض في تحت المهاد (الهيبوثالامس) كـمتلازمة برادر- فيلي، ومتلازمة كالمان
- عيوب أو أمراض في الغدة النخامية كـقصور الغدة النخامية
- عيوب أو امراض في الغدة التناسلية كـمتلازمة تيرنر، ومتلازمة كلاينفيلتر، وفشل في الخصية ناتج عن النكاف، والتهاب الخصية، وفيروس كوكساكي، والأشعة، والعلاج الكيميائي، والإصابات، وفشل المبيض؛ فشل الخصية يعالج بالتستوتيرون.
- عدم تجاوب الأعضاء للمحفزات والهرمونات كـمتلازمة نقص الأندروجين، وعدم تخلق مولري.
- قصور في الهرمونات واختلالات في الجسم كـأمراض الغدد الصماء، وقصور الدرقية، ومتلازمة كوشينغ.
- التليف الكيسي
- طفرات في الهرمون المنبه للجريب بيتا
- متلازمة فرايشير
- فرط تنسج الكظرية الخلقي بعدة اشكاله
- قصور في الـغونادوتروبينات، والذي قد ينتج عن امراض خلقية أو مكتسبة في الجهاز العصبي المركزي.
- متلازمة باردت بيدل
- الأورام الدماغية مثل ورم قحفي بلعومي، و ورم برولاكتيني، و ورم إنتاشي، اورام في الدماغ أو العمود الفقري والتي تسمى ورم دبقي؛ وأمراض واضطرابات في تحت المهاد، والتشعع، والإصابات.

## تأخر النمو البنيوي
الأطفال الذين يتمتعون بصحة جيدة ولكن معدل نموهم البدني أقل من المتوسط يُعرفون بأن لديهم تأخر نمو بنيوي. هؤلاء الأطفال لديهم تاريخ من القصر مقارنة بأقرانهم في العمر طوال مرحلة الطفولة، ولكن طولهم مناسب بالنسبة لـعمر عظامهم، فنموهم العظمي أقل من 2.5 انحراف معياري مقارنة بعمرهم الفعلي. عادة ما يكونون قليلي الوزن وغالبا ما يكون لديهم تاريخ أسري فيه تأخر سن البلوغ. الأطفال ذوي قصر قامة بسبب تكوين الأسرة الجيني ولديهم تأخر في النمو البنيوي هم غالب من يراجعون الأطباء. وتزداد المراجعات مع الطبيب حين أقران الطفل ينمون ويبلغون مما يؤدي إلى تفاقم مظهر التأخر في النمو.
غالباً يكون التفرقة بين تأخر النمو البنيوي أو وجود حالة مرضية صعب لأن تحاليل الكيمياء الحيوية ليست قادرة على التمييز دائماً. في بعض الأمراض كمرض الداء البطني (أو ما يعرف بمرض السيلياك) تكون أعراضه قصر القامة، وتأخر النمو الطولي والوزني المرافق للبلوغ، مع/أو تأخر في البلوغ فقط؛ مع غياب الأعراض الأخرى.

## الفحص الطبي
الطبيب المتخصص في طب الغدد الصماء في الأطفال هم أصحاب الخبرة والعلم في تقييم طبيعة البلوغ من تأخرها. يعتمد الطبيب على التاريخ المرضي، والتأكد من وظائف الأعضاء، و منحنى النمو، و الفحص البدني للتأكد من سلامة الطفل من الأمراض؛ لأن جميع ما ذكر سيظهر أغلب الأمراض الجهازية التي قد تسبب تأخر في النمو آو البلوغ. وقد يعطي الفحص الطبي دلالات للمتلازمات المرضية المعروفة التي تؤثر في الجهاز التناسلي.
نمو العظام يعطي مؤشر جيد للنمو الجسدي بشكل عام. للتأكد من أن النمو والبلوغ مستمر كما ينبغي، يتم تصوير اليد عن طريق الأشعة السينية لفحص غضروف النمو. تظهر الخصائص الجنسية الثانوية في الإناث بعمر 11 و في الذكور بعمر 12.
الفحوصات المهمة للتشخيص هي الغونادوتروبين لأن ارتفاعها يدل على عطب في الغدد التناسلية أو قصور في الهرمونات التناسلية. في بعض الأحيان، فحوصات الدم الشاملة ، والكيمياء، والغدة الدرقية، وتحليل البول قد يعطي يساعد في التشخيص والعلاج.
بعض الفحوصات الأخرى الأكثر تكلفة وتعقيد كـعلم النواة الخلوية والتي يتم فيها رؤية الكروموسومات، و التصوير بالرنين المغناطيسي للرأس لا تؤخذ الا إذا كان هناك بعض الدلالات التي قد تدل على فائدتها المرجوة.
استعمال هرمون مطلق لموجهة الغدد التناسلية قد يساعد في تحديد التشخيص أو مرحلة التشخيص التفريقي.
إذا كان تأخر البلوغ متزامن مع فقدان حاسة الشم أو مع تاريخ من عدم هبوط الخصية عند الولادة فقد يدل هذا على متلازمة كالمان.

## التشخيص
يعتبر أطباء الغدد الصم لدى الأطفال الأطباء الأكثر تأهيلًا وخبرة في تقييم البلوغ المتأخر. تكشف القصة المرضية الكاملة واستعراض باقي أجهزة الجسم ومراقبة نمط النمو والفحص البدني، بالإضافة إلى التحاليل المخبرية والاستقصاءات التصويرية، عن معظم الأمراض الجهازية القادرة على إيقاف النمو أو تأخير البلوغ. يقدم ما سبق أيضًا أدلة على بعض المتلازمات المؤثرة على الجهاز التناسلي.
يعتبر التقييم الطبي الفوري ضروري؛ إذ تعزى نصف حالات تأخر البلوغ لدى الفتيات إلى مرض أساسي كامن.

### القصة المرضية والفحص البدني

#### التأخر البنيوي والفسيولوجي
يشكو مرضى التأخر البنيوي من تباطؤ نموهم أو من كونهم أقصر أو أنحف من أقرانهم. تساعد فكرة تباطؤ النمو قبل سنوات من الذروة المتوقعة عند البلوغ في التمييز بين التأخر البنيوي والاضطرابات المرتبط بالمحور الوطائي النخامي الغدي التناسلي. قد يوفر التاريخ العائلي الكامل مع أعمار بلوغ الوالدين نقطة مرجعية لعمر البلوغ المتوقع. تتضمن مؤشرات قياس النمو المرتبطة بالتأخر البنيوي ما يلي: الطول والوزن ومعدل النمو والطول المتوسط المحسوب للوالدين. يمثل الأخير الطول المتوقع للطفل بعد بلوغه.

#### سوء التغذية أو المرض المزمن
يحصل الطبيب على أدلة موجهة لسبب تأخر البلوغ بعد السؤال عن عادات النظام الغذائي والنشاط البدني، بالإضافة إلى السوابق المرضية والدوائية. قد يكون تأخر النمو والبلوغ العلامة الأولى للأمراض المزمنة الشديدة كالاضطرابات الأيضية مثل: داء الأمعاء الالتهابي وقصور الدرقية. تشير المعاناة من التعب والألم واضطراب عادات التغوط إلى وجود مرض مزمن كامن. يتوجه الطبيب عند انخفاض مؤشر كتلة الجسم إلى الأمراض التالية: اضطرابات الأكل أو سوء التغذية أو إساءة معاملة الأطفال وإهمالهم أو الاضطرابات المعدية المعوية المزمنة.

#### قصور أولي في المبايض أو الخصيتين
يسبب قصور الغدد التناسلية تأخر إغلاق صفائح النمو، ما يؤدي إلى زيادة طول الذراعين والمسافة بينهما لتتفوق على طول الجسم بنحو 5 سم؛ وهذا يعطي الجسم مظهر المخصي. تتميز متلازمة تيرنر بسمات تشخيصية خاصة تتضمن: رقبة مجنحة وقامة قصيرة وصدر عريض وخط شعر منخفض. يكون مرضى متلازمة كلاينفيلتر طويلي القامة ويملكون خصيتين صغيرتين وقاسيتين.

#### خلل وراثي أو مكتسب في المسار الهرموني للبلوغ
يشير فقدان الشم مع تأخر سن البلوغ بقوة لمتلازمة كالمان. يسبب نقص الهرمون المطلق لموجهات الغدد التناسلية –الذي ينتجه الوطاء- تشوهات خلقية تتضمن الشفة المشقوقة والجنف. يشير وجود الأعراض العصبية –خاصةً الصداع- والاضطرابات البصرية إلى مشكلة في الدماغ كوجود ورم دماغي مسبب لقصور النخامية. تشير الأعراض العصبية المتزامنة مع ثر حليب إلى ارتفاع مستويات البرولاكتين، وهذا يحدث كتأثير جانبي لبعض الأدوية أو بسبب ورم برولاكتيني.

### التصوير

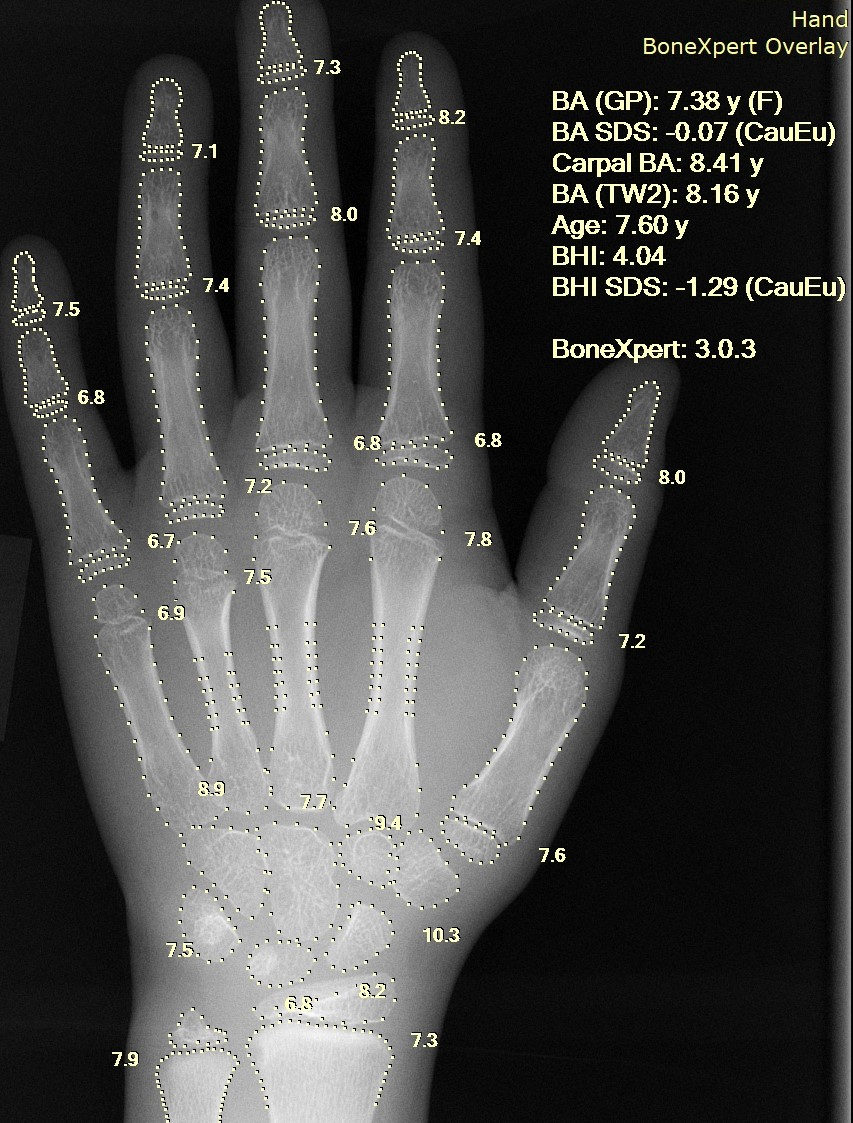
يسمح تحديد العمر العظمي بمقارنته مع العمر الزمني، ويساعد في تقييم احتمالات النمو في المستقبل.

يعتبر النضج العظمي مؤشر جيد للنضج الجسدي الكلي. يسمح تصوير اليد والمعصم الأيسر بالأشعة السينية بتقييم العمر العظمي. تساعد الصورة عادةً بتحديد وصول الطفل إلى مرحلة النضج الجسدي الموافقة لسن البلوغ. تظهر الأشعة السينية في حال تأخر البلوغ البنيوي أن العمر العظمي أقل من 11 عام عند الفتيات وأقل من 13 عام عند الفتيان (على الرغم من تقدم العمر الزمني). يجب تصوير الدماغ بالرنين المغناطيسي في حال وجود أعراض عصبية مرافقة للبلوغ المتأخر؛ بسبب احتمال وجود أورام نخامية أو وطائية. قد يؤكد التصوير بالرنين المغناطيسي أيضًا تشخيص متلازمة كالمان بغياب السبيل الشمي أو اضطراب تطوره. ومع ذلك، لا يعتبر التصوير بالرنين المغناطيسي خيار مجدي اقتصاديًا بغياب الأعراض العصبية. يكشف تصوير الحوض بالموجات فوق الصوتية عن التشوهات التشريحية كعدم نزول الخصيتين وعدم التخلق المولري.

### التقييم المخبري

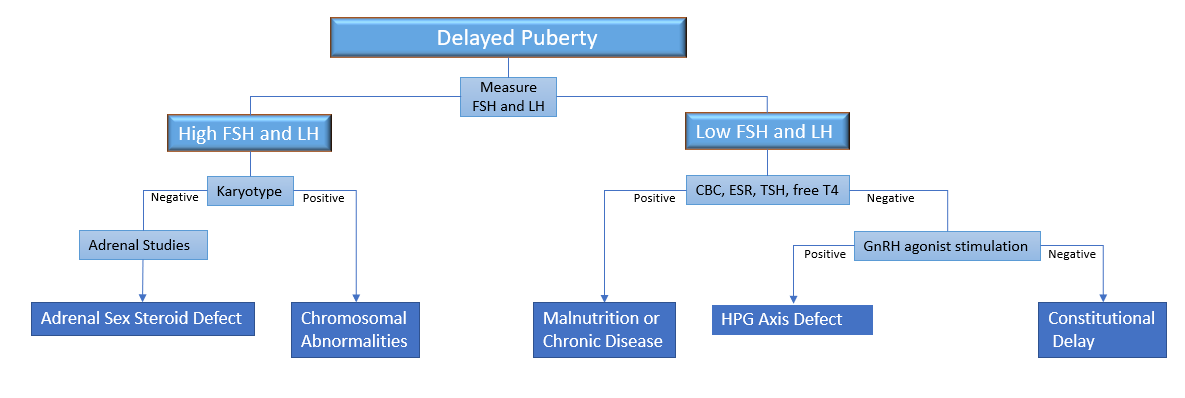
الاختبارات المطلوبة عند تأخر البلوغ.

يمثل التفريق بين الأسباب المختلفة لتأخر البلوغ الخطوة الأولى في تقييم الأطفال متأخري البلوغ. يمكن تقييم التأخر البنيوي باستخدام القصة السريرية الشاملة وتحديد العمر الجسدي والعظمي. يشخص سوء التغذية والأمراض المزمنة بالاعتماد على القصة المرضية والاختبارات الخاصة بالمرض المزمن. تتضمن الاختبارات العامة ما يلي: تعداد الدم الكامل وسرعة ترسب الدم ووظائف الغدة الدرقية. ينقسم قصور الغدد التناسلية إلى قصور مرتبط بفرط موجهات القند أو نقصها، ويمكن التمييز بينهما عن طريق قياس مستوى الهرمون المنبه للجريب والهرمون الملوتن لتقييم وظيفة النخامى، وقياس مستوى الإستراديول عند الفتيات (لتقييم وظيفة الغدد التناسلية). يرتفع مستوى الهرمون المنبه للجريب والهرمون الملوتن بحلول سن 10- 12 لدى الأطفال المصابين بقصور في الغدد التناسلية –المبضين والخصيتين. يحدث ذلك بسبب تحريض الدماغ لبدء البلوغ دون استجابة الغدد التناسلية.
يسمح إعطاء نسخة اصطناعية من الهرمون المطلق لموجهات الغدد التناسلية (هرمون الوطاء) بالتفريق بين تأخر البلوغ البنيوي ونقص الهرمون المعطى لدى الأطفال الذكور، ولم يثبت ذلك لدى الإناث بسبب عدم إجراء دراسات عليهن. يكفي قياس مستوى موجهات الغدد التناسلية القاعدي عادةً للتمييز بين الحالتين.
يجب قياس مستوى البرولاكتين في الدم لدى الفتيات المصابات بقصور الغدد التناسلية الناجم عن نقص موجهة الغدد التناسلية، وذلك لتحري وجود ورم برولاكتيني في الغدة النخامية. تستدعي المستويات العالية من البرولاكتين إجراء تصوير دماغ بالرنين المغناطيسي بعد استبعاد تناول الأدوية المحفزة لإنتاج البرولاكتين. يفضل إجراء تصوير بالرنين المغناطيسي إذا كان الطفل يعاني من أي أعراض عصبية؛ لتحري وجود آفات دماغية محتملة.
يساعد تحديد النمط النووي في معرفة التشوهات الصبغية المسببة لتأخر البلوغ لدى الفتيات المصابات بقصور الغدد التناسلية الناجم عن فرط موجهة الغدد التناسلية، وتعتبر متلازمة تيرنر الشكل الأشيع لهذه الحالة. يطلب النمط النووي للأطفال الذكور في حال وجود عيب خلقي في الغدد التناسلية –كما في متلازمة كلاينفيلتر. يلجأ الأطباء لقياس إنزيم 17-هيدروكسيلاز في حال كان النمط النووي طبيعي؛ للكشف عن اضطرابات تخليق الهرمونات الجنسية الستيرويدية الكظرية.

## العلاج
إذا كان الطفل صحي ولكن متأخر في النمو، فـإطمئنان الأهل والطفل وحساب النمو المتبقي عن طريق تصوير اليد بالأشعة السينية يفيد بلا حاجة إلى أي علاج أخرى. في حالات التأخر الحادة أو التأخر الذي يسبب للطفل قلق حاد، جرعة صغيرة من التستوستيرون أو الإستروجين لعدة أشهر يساعد في تسريع ظهور علامات النمو مما يطمئن الطفل والأهل.
إذا كان التأخر بسبب مرض جهازي أو سوء التغذية، العلاج يعتمد على التعامل مع الأمراض تلك ومحاولة الشفاء منها. في المصابين بمرض السيلياك، التشخيص المبكر والحمية الخالية من الجلوتين تجنب المريض المضاعفات على المدى الطويل وتستعيد النمو الطبيعي. أما إذا كان هناك خلل في الجهاز التناسلي، فالعلاج يعتمد على تعويض الهرمونات الناقصة. في الذكور، يتم الاستعاضة بالتستوستيرون و ديهدروتستوستيرون بينما في الإناث، يتم الاستعاضة بـإستراديول/ بروجستيرون.
تأخر البلوغ الناتج عن قصور الغونادوتروبين يعالج بـالتستوستيرون أو موجهة الغدد التناسلية المشيمائية.
علاج هرمون النمو قد يستخدم أيضاً
مستوى فيتامين أ المنخفض أحد أسباب تأخر البلوغ، فالاستعاضة بـفيتامين أ والحديد قد يوازي العلاج بالهرمونات في الأطفال ذوي تأخر النمو البنيوي والمصابين بقلة فيتامين أ.